# Alpha Regio
Alpha Regio é uma região de Vênus. Tem um diâmetro de 1 897 km e está localizado em 25.5 S, 0.3 E.
Alpha Regio foi descoberto e nomeado por Dick Goldstein em 1964. O nome foi aprovado pelo IAU WGPSN (Working Group for Planetary System Nomenclature) em 1976–1979.
Um mapa infravermelho preparado pelo orbitador Venus Express mostra que as rochas do platô de Alpha Regio são mais claras e aparentam ser mais velhas comparadas com a maioria no planeta. Na Terra, rochas assim geralmente são granito e formam continentes.